# Doechii
Jaylah Ji'mya Hickmon (n. 14 august 1998, Tampa, Florida, SUA), cunoscută profesional ca Doechii ( /ˈdoʊtʃi/ ), este o cântăreață, rapperiță și compozitoare americană. După ce și-a lansat EP-ul de debut, Oh the Places You'll Go (2020), ea a devenit cunoscută pe TikTok odată cu viralizarea piesei „Yucky Blucky Fruitcake” în 2021. Apoi a semnat cu Top Dawg Entertainment într-un joint venture cu Capitol Records, prin care a lansat al doilea EP, She / Her / Black Bitch (2022). Single-ul ei din 2023 „What It Is (Block Boy)” în colaborare cu rapper-ul Kodak Blacka marcat prima ei apariție în Billboard Hot 100 și a primit certificarea de platină⁠(d) de la Recording Industry Association of America (RIAA). În anul următor, Doechii și-a lansat mixtape-ul, Alligator Bites Never Heal (2024), care a fost apreciat de critici pe scară largă, mixtape-ul a transformat-o pe artistă într-un succes la nivel internațional, primind patru nominalizări la cea de-a 67-a ceremonie de decernare a premiilor Grammy.
A avut nominalizări la diferite premii printre care Rising Star Award de la Billboard Women in Music în 2023, două nominalizări MTV Video Music Awards, una la BET Award, dar și două Soul Train Music Awards.

## Discografie
Mixtape-uri
- Coven Music Session, Vol. 1 (2019)
- Oh the Places You'll Go (2020)
- Alligator Bites Never Heal (2024)

EP-uri
- Bra-Less (2021)
- She / Her / Black Bitch (2022)